# Ruth Gates

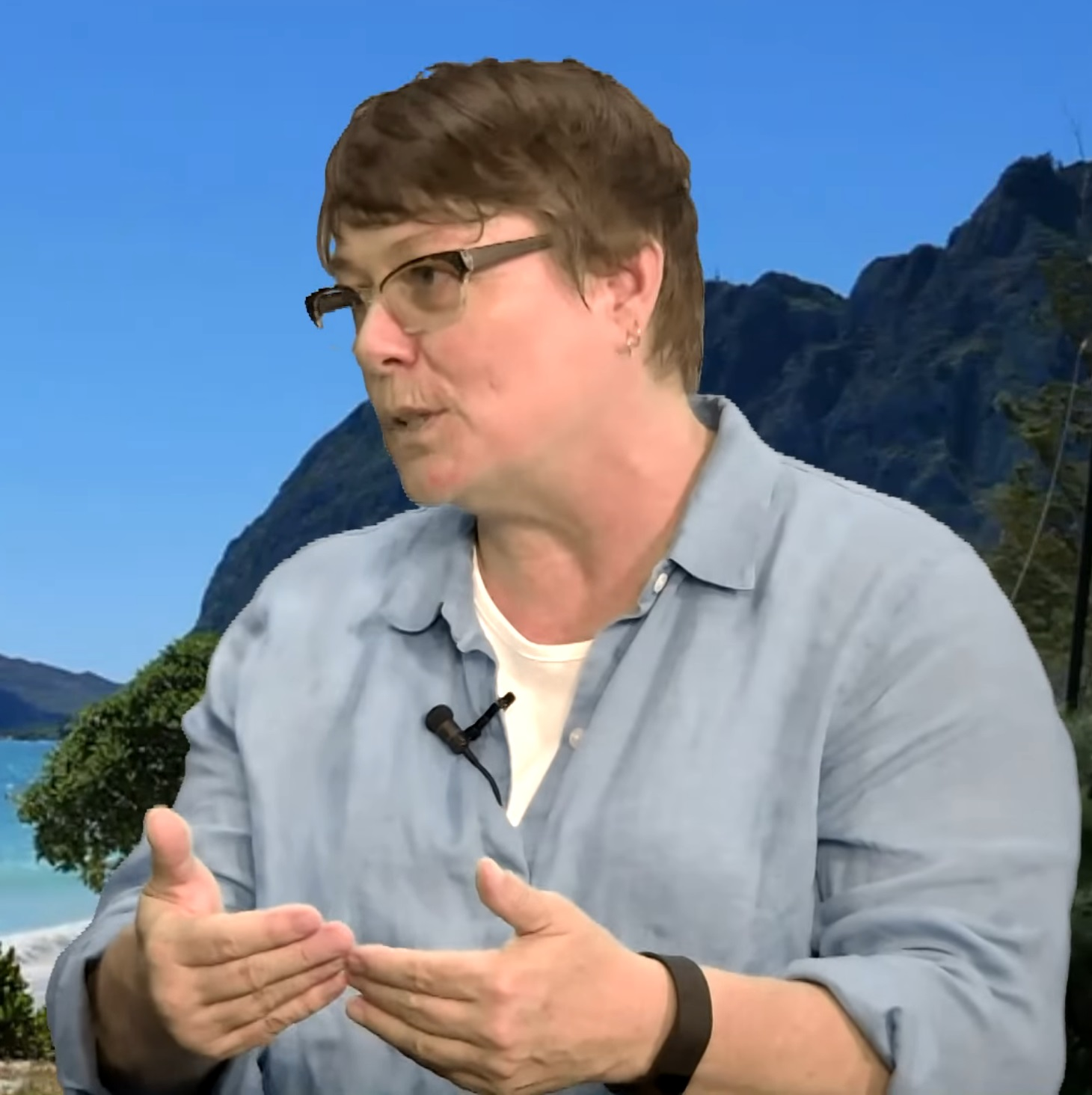
Ruth Gates

 Ruth Deborah Gates  (* 28. August 1962 in Akrotiri (Zypern); † 25. Oktober 2018 in Kailua (Hawaii), USA) war eine US-amerikanische Meeresbiologin. Sie war seit 2015 Direktorin des Hawaiʻi Institute of Marine Biology und die erste Frau, die Präsidentin der International Society for Reef Studies wurde. Ihre Forschung widmete sich dem Verständnis von Korallenriff-Ökosystemen, insbesondere der Korallen-Algen-Symbiose und der Fähigkeit von Korallen, sich unter zukünftigen Bedingungen des Klimawandels zu akklimatisieren.

## Leben und Werk
Gates wurde als Tochter von John Amos Gates und der Physiotherapeutin Muriel Peel Gates geboren. Sie wuchs in Kent in England auf, wo sie ein Internat besuchte, während ihre Eltern für die Arbeit ihres Vaters beim Militärgeheimdienst reisten. Sie studierte Biologie an der Newcastle University in England, wo sie 1984 einen Bachelor of Science erwarb. 1985 studierte sie die Korallen auf den Westindische Inseln. 1989 promovierte sie in Meeresbiologie an der Newcastle University mit der Dissertation: Seawater temperature and algal-cnidarian symbiosis.
Nach ihrer Promotion forschte sie 13 Jahre lang über Korallenbleiche an der University of California, Los Angeles. 2003 trat sie dem Hawaiʻi Institute of Marine Biology bei. Sie arbeitete auf Coconut Island und versuchte herauszufinden, warum einige Korallen das Bleichen überleben. Ihre Gruppe überwachte die Ökosysteme der Korallenriffe, um zu verstehen, wie sich eine sich ändernde Umgebung auf die Gesundheit der Korallen auswirkte. Die Korallen in flachen Gebieten wie der Kāneʻohe Bay sind hohen Temperaturen und Sonneneinstrahlung ausgesetzt.
2012 zeigte sie, dass die Wahl symbiotischer Algen entscheidend dafür war, wie tropische Riffe Umweltbelastungen überlebten. Sie sagte voraus, dass bis 2050 mehr als 90 Prozent der Korallen der Welt abgestorben sein werden.

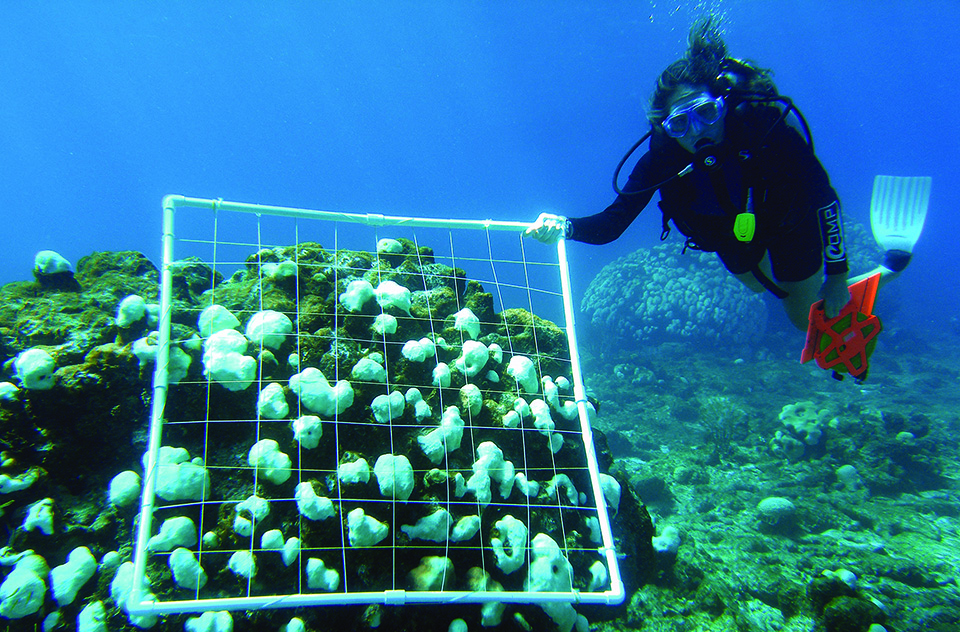
NOAA-Taucher untersucht gebleichte Korallen

## Superkorallen
Superkorallen werden als solche Korallen definiert, die bei hohen Meerestemperaturen nicht bleichen. Gates identifizierte diese sogenannten Superkorallen als möglichen Mechanismus zur Verhinderung des Korallensterbens. 2013 gewann sie die Paul G. Allen Ocean Challenge, ein Preisgeld in Höhe von 10.000 US-Dollar, mit dem sie die Widerstandsfähigkeit gefährdeter Korallenriff-Ökosysteme verbessern konnte. Mit der Ökogenetikerin Madeleine van Oppen vom Australian Institute of Marine Science arbeitete sie an einem Projekt, um gezielt Korallen zu züchten, die dem Klimawandel und anderen Stressfaktoren standhalten. Sie setzten gekreuzte Korallen sukzessive wärmeren und saureren Versuchsbecken aus. Im Labor nahmen sie resistente Korallen und sammelten ihre Fortpflanzungsprodukte nach dem Laichen, zogen ihre Nachkommen im Labor auf und testeten auf erhöhte Temperaturbeständigkeit.
Das Coral Assisted Evolution Forschungsprojekt unterstützte die Forschung von Gates ab 2016 vier Jahre lang, um Superkorallen zu entwickeln, die dem Klimawandel standhalten. Gates untersuchte, ob Nicht-Superkorallen neue Symbionten aufnehmen können, um ihre Fähigkeit zu verbessern, hohen Temperaturen standzuhalten.

## Öffentliches Engagement
Gates forderte 2015, in Hawaii Sonnenschutzmittel zu verbieten, die Octinoxat und Oxybenzon enthalten. Hawaii verbot als erster US-Bundesstaat den Verkauf von Sonnenschutzmitteln, die diese zwei gängigen Chemikalien enthalten, da sie die Korallenriffe schädigen.
Neben ihrer Forschung war Gates als Mentorin, Rednerin, Wissenschaftskommunikatorin und Befürworterin von Veränderungen und Fortschritten im Bereich der Meereswissenschaften tätig. 2015 wurde sie zur ersten weiblichen Präsidentin der International Society for Reef Studies gewählt. Sie war geladene Rednerin beim Aspen Ideas Festival 2017 und 2018 wurde sie in der Videoserie der University of Hawaiʻi Foundation vorgestellt. Sie war Mitglied der Tetiaroa Society.
Gates’ Arbeit am Hawaii Institute of Marine Biology wird in der Netflix-Dokumentation Chasing Coral vorgestellt. Der Dokumentarfilm zeigt ihre Arbeit mit Richard Vevers und dem Rest seines Tauchteams an einem Projekt, das zum ersten Mal den Prozess der Korallenbleiche in freier Wildbahn festhält.

## Gates Coral Lab
Gates gründete am Hawaii Institute of Marine Biology das Gates Coral Lab. Auch nach dem Tod von Gates im Oktober 2018 forschte ihr Team weiter an den biologischen Merkmalen von Korallenriff-Ökosystemen. Das Team arbeitet mit dem Australian Institute of Marine Science am Coral Assisted Evolution Project zusammen, das versucht, angesichts des Klimawandels Korallenriffe zu stabilisieren und wiederherzustellen. Das Forschungsteam von Gates veranstaltete 2017 den ersten Korallenrestaurierungsworkshop am Hawaii Institute of Marine Biology.
2018 heiratete Gates ihre Frau Robin Burton-Gates. In ihrer Freizeit war sie eine versierte Taucherin, erwarb einen schwarzen Gürtel in Karate und gründete das Coconut Island Dojo, eine Karateschule auf Hawaii. Im Alter von 56 Jahren wurde bei ihr ein Hirntumor diagnostiziert, sie starb aber an Komplikationen während einer Operation wegen Divertikulitis, die nichts mit ihrer früheren Diagnose zu tun hatte.

## Auszeichnungen und Ehrungen
- 2008: Emerging Leaders Fellowship, University of Hawaii
- 2013: Paul Allen X-Prize Ocean Challenge to Mitigate Impacts of Ocean Acidification
- 2014: Board of Regents’ Medal for Excellence in Research, University of Hawaii
- 2015: ARCS Foundation Scientist
- 2015–2019: Präsidentin der International Society for Reef Studies
- 2015: Distinguished Woman Scholar der University of Victoria, Kanada
- 2019: Lifetime Achievement Award, Hawaii Institute Marine Biology[7]
- In Anerkennung von Gates und ihrem Engagement für die Korallenrestaurierung hat die National Oceanic and Atmospheric Administration (NOAA) zu ihren Ehren den Ruth Gates Coral Restoration Innovation Grants-Wettbewerb gegründet. Dieser Wettbewerb finanziert Projekte, die darauf abzielen, das langfristige Überleben restaurierter Korallen zu fördern, indem die Widerstandsfähigkeit gegenüber Umweltstressoren verbessert und die Feldpopulation verbessert wird.[8]

## Veröffentlichungen (Auswahl)
- Seawater temperature and sublethal coral bleaching in Jamaica. Coral Reefs 8, 1990, S. 193–197.
- mit P. J. Edmunds: Size-dependent differences in the photophysiology of the reef coral Porites astreoides. Biological Bulletin 206, 2004, S. 61–64.
- mit A. M. Apprill: Recognizing diversity in coral symbiotic dinoflagellate communities. Molecular Ecology (16), 2007, S. 1127–1134.
- mit C. V. Palmer: Skeletal Eroding Band in Hawaiian corals ten years after the first Indo-Pacific record. Coral Reefs 29(2), 2010, S. 469–469.
- mit T. D. Ainsworth: Corals' microbial sentinels. Science 352, 2016, S. 1518–1519.